# Michael Lees
Michael Lees, né le 5 septembre 1927 à Bury, en ce temps dans le Lancashire et actuellement dans le Grand Manchester, et mort à l'âge de 76 ans à Londres, le 15 juin 2004, était un acteur anglais habitué des petits rôles dans les séries télévisées de 1959 (Angry Silence) à 2003 (Holby City).
Ainsi, en 1980, il est Mr Gardiner dans Orgueil et Préjugés, le docteur Bowles dans Shot Gun, un épisode de Juliet Bravo et Lord Fort-William dans Coming out, un épisode de Love in a Cold Climate d'après Nancy Mitford. Il participe au soap opera Coronation Street en 1973, 1980 et 1991, et à plusieurs épisodes de You Rang, M'Lord ? (1990-1993).

## Filmographie sélective

### Cinéma
- 1979 : Cuba de Richard Lester : Roger Maxwell-Lafroy
- 1965 : Un caïd (King Rat) de Bryan Forbes : Stevens

### Télévision
- 1980 : Orgueil et Préjugés (mini-série TV) : Mr Gardiner
- 1969 : Chapeau melon et bottes de cuir (The Avengers)  (série télévisée) - Épisode 7 de la saison 6 : Faux Témoins (False Witness) :  Plummer
- 1990 : Série rose (série TV) - épisode « 'L'élève » : L'oncle
- 1973 : Angoisse (série télévisée) - épisode 9 (The Eyes Have It)
- 1974 : Poigne de fer et séduction  (série télévisée) – épisode :  A Pocketful of Posies : Consultant